# آندریا ماتزوولی
آندریا ماتزوولی (انگلیسی: Andrea Mazzuoli؛ زادهٔ ۱۵ فوریهٔ ۱۹۹۲) بازیکن فوتبال اهل ایتالیا است.
از باشگاه‌هایی که در آن بازی کرده‌است می‌توان به باشگاه فوتبال آلساندریا و باشگاه فوتبال روبور سیه‌نا اشاره کرد.